# River Deep – Mountain High
«River Deep – Mountain High» es un sencillo de Ike & Tina Turner, publicado en 1966 dentro de su séptimo álbum de estudio River Deep – Mountain High.
En la canción se compara el amor de una mujer con el que siente una niña por una muñeca de trapo, y compara su lealtad con la que tiene un perro por su dueño.
Su compositor y productor Phil Spector lo consideraba su mejor trabajo,

El sencillo tuvo mucho éxito en Europa, alcanzando el número 3 en el Reino Unido. Llegó al puesto 16 en Australia
En Estados Unidos sólo alcanzó el puesto 88. Spector dijo que estaba contento con la respuesta de los críticos y sus compañeros, pero se retiró del ambiente musical durante 2 años.

## Composición
Phil Spector llevaba 18 meses sin tener un éxito en las listas y estaba sintiendo la presión.
El equipo de composición formado por Phil Spector y el matrimonio compuesto por Jeff Barry y Ellie Greenwich habían colaborado en Da Doo Ron Ron y Then He Kissed Me de The Crystals y en Be My Baby de The Ronettes.
Cuando se inició la grabación Jeff Barry y Ellie Greenwich se acababan de divorciar y había tensiones entre ellos y el temperamental Spector. La canción habla del amor y la lealtad lo que podría reflejar su situación emocional.
Abandona el conmovedor romanticismo de sus éxitos anteriores para conseguir una intensidad catártica con raíces en el Rhythm & Blues. La melodía se compone de tres de otras tantas canciones sin terminar. La melodía tiene dos paradas en las que los instrumentos dejan de tocar un momento para volver a subir poco a poco hasta llegar al éxtasis sonoro.

## Grabación
Se realizó en los Gold Star Studios de Los Ángeles que eran muy conocidos por Phil Spector ya que disponían de unas magníficas salas de eco que eran ideales para producir el muro de sonido.
La canción estaba entre las primeras que Ike & Tina Turner realizaron para la compañía Philles Records de Phil Spector.
Era conocida la actitud controladora de Ike Turner en los estudios por lo que Phil Spector redactó un contrato por el que pagó a Ike 20 000 USD  para que no entrara en el estudio, aunque en los créditos se mencionó a Ike & Tina Turner cuando realmente sólo intervino Tina Turner.
En la grabación trabajó Jack Nitzsche como arreglista y colaborador en la técnica del muro de sonido.
La grabación costó la inusitada cifra de 22 000 USD. Requirió 21 músicos de sesión y 21 cantantes de coro. El perfeccionismo de Spector obligó a Tina Turner a repetir durante horas hasta conseguir la toma perfecta. Turner recordó:

‘I must have sung that 500,000 times. I was drenched with sweat. I had to take my shirt off and stand there in my bra to sing.‘
‘Debí cantarla medio millón de veces. Estaba empapada en sudor. Tuve que quitarme la blusa y cantar en sujetador.’

La actuación de Tina Turner es electrizante y de una potencia inigualable.
Es la obra maestra de Phil Spector en el uso del muro de sonido.
En 1993 la grabación de la canción fue dramatizada para la película de la biografía de Tina Turner Tina, What's Love Got to Do with It en la que  Angela Bassett interpretaba a Tina Turner.

## Muro de sonido
El concepto Wall of Sound (muro de sonido) está asociado al estilo de producción denso y en múltiples capas de Phil Spector.
Para que Phil Spector obtuviera el muro de sonido los arreglos necesitaban una big band que incluyera instrumentos que no eran habituales en las big bands, como guitarras eléctricas y acústicas, y doblar y triplicar muchas partes para crear un sonido más rico y denso.
También incluyó un conjunto de instrumentos orquestales que por entonces no se asociaban con la música pop para jóvenes. Spector afirmó que era:

‘a Wagnerian approach to rock & roll: little symphonies for the kids‘
‘una aproximación wagneriana al rock and roll: pequeñas sinfonías para niños.’

Los instrumentos múltiples tocando al unísono daban como resultado una mezcla de sonoridad que con frecuencia se enfatizaba usando efectos de posproducción como la reverberación en sala de eco, el retraso del audio y la compresión dinámica. 
Sin embargo, la superposición en capas de partes instrumentales idénticas siguió siendo un componente fundamental de las producciones de Spector, tal como recordaba el músico de sesión Barney Kessel:

‘[T]here was a lot of peso on each part.…The three pianos were different, one electric, one not, one harpsichord, and they would all play the same thing and it would all be swimming around like it was all down a well. Musically, it was terribly simple, but the way he recorded and miked it, they’d diffuse it so that you couldn't pick any one instrument out. Techniques like distortion and echo were not new, but Phil came along and took these to make sounds that had not been used in the past. I thought it was ingenious.‘
‘Había mucha superposición en cada parte. Los tres pianos eran diferentes: eléctrico, tradicional y clave. Y tocaban lo mismo y nadaban alrededor como si estuvieran en un pozo. Musicalmente era terriblemente simple, pero la forma en lo que grababa y mezclaba lo difuminaba y ya no se podía distinguir un instrumento del otro. Las técnicas de distorsión y eco no eran nuevas pero Phil vino y las utilizó para crear sonidos que no habían sido usados en el pasado. Pensé que era ingenioso.’

Spector dijo en 1964:

‘I was looking for a sound, a sound so strong that if the material was not the greatest, the sound would carry the record. It was a case of augmenting, augmenting. It all fitted together like a jigsaw.‘
‘Estaba buscando un sonido, un sonido tan fuerte que aunque el material musical no fuera el más grande, el sonido arrastraría el disco. El caso era aumentar, aumentar. Todo encajaba como un rompecabezas.’

La revista Time lo describió en su ejemplar del 19 de febrero de 1965:

‘Spector Sound, as it's called in the industry, is marked by a throbbing, sledgehammer beat, intensified by multiplying the usual number of rhythm instruments and boosting the volume. Spectral orchestration, undulating with shimmering climaxes, is far more polished, varied and broadly rooted than the general run of rock 'n' roll.‘
‘El sonido Spector, como se le conoce en la industria, está marcado por un tempo palpitante de martillo pilón, intensificado por la multiplicación inusual de instrumentos de percusión y el aumento de volumen. Tiene orquestaciones espectrales ondulantes con climax relucientes, está mucho más pulido, variado y enraizado que el rock and roll normal.’

## Banda
Varios componentes del grupo de músicos de sesión The Wrecking Crew trabajaron durante semanas en esta canción.
- Leon Russell (teclado).
- Jim Horn (saxofón).
- Barney Kessel (guitarra).
- Glen Campbell (guitarra).
- Jim Gordon (batería).
- Earl Palmer (batería).
- Carol Kaye (bajo). Interpreta la característica línea principal de bajo.[19]
- Frank Capp (percusión).[20]

## Coreografía
Tina Turner siempre lleva 3 bailarinas que ejecutan una enérgica coreografía de la canción. A veces también tocan las maracas y cantan los coros.

Para esta canción Celine Dion se acompañó de 36 bailarines en su disco en directo grabado en Las Vegas.

## Otras versiones

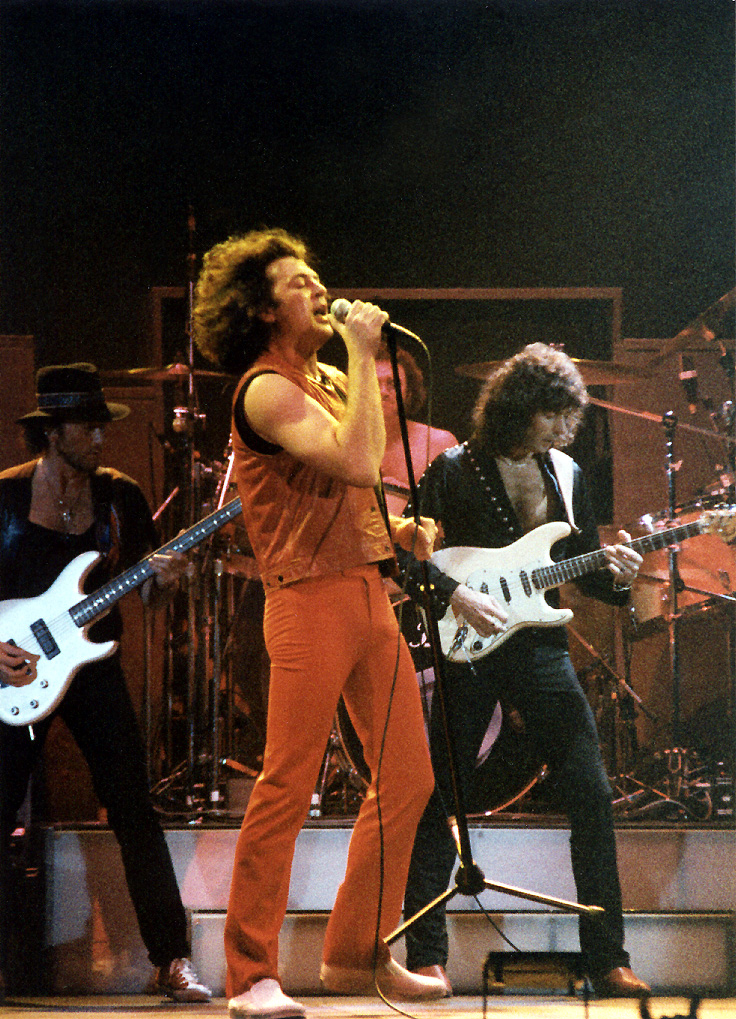
Deep Purple

En 1987 Les McCann, Ltd lanzó con Mercury  su versión en un sencillo.
En 1967 Harry Nilsson lanzó su versión en el álbum Pandemonium Shadow Show y en 1971 en el álbum Aerial Pandemonium Ballet.
En 1967 Dobie Gray lanzó con Capitol Records  su versión en un sencillo.
En 1967 Toni Wine lanzó con Senate Record Corp.  su versión en un sencillo.
En 1967 2 Of Clubs lanzó con Fraternity Records  su versión en un sencillo.
En 1967 The Badd Boys lanzó con Epic  su versión en un sencillo.
En 1968 Deep Purple incluyó una versión en rock progresivo de 10;12 en su álbum, The Book of Taliesyn.
En 1968 Leslie Uggams lanzó con Hispavox Atlantic  su versión en un sencillo.
En 1968 Anisette & Dandy Swingers lanzó con Polydor  su versión en un sencillo.
En 1969 Martha A Tena Elefteriadu lanzó con Panton  su versión en un sencillo.
Ike y Tina Turner lanzaron versiones en los álbumes Nutbush City Limits (1973) y The World Of Ike & Tina (1973),
Tina Turner incluyó versiones en directo de la canción en sus álbumes Tina Live (1987), Tina Live in Europe (1988), Simply The Best `96 (1996)  y Tina Live (2009).
En 1968 The Easybeats lanzaron con Hallmark Records  su versión en el álbum Good Friday.
En 1968 Eric Burdon & The Animals lanzaron con MGM Records  su versión en el álbum Love Is.

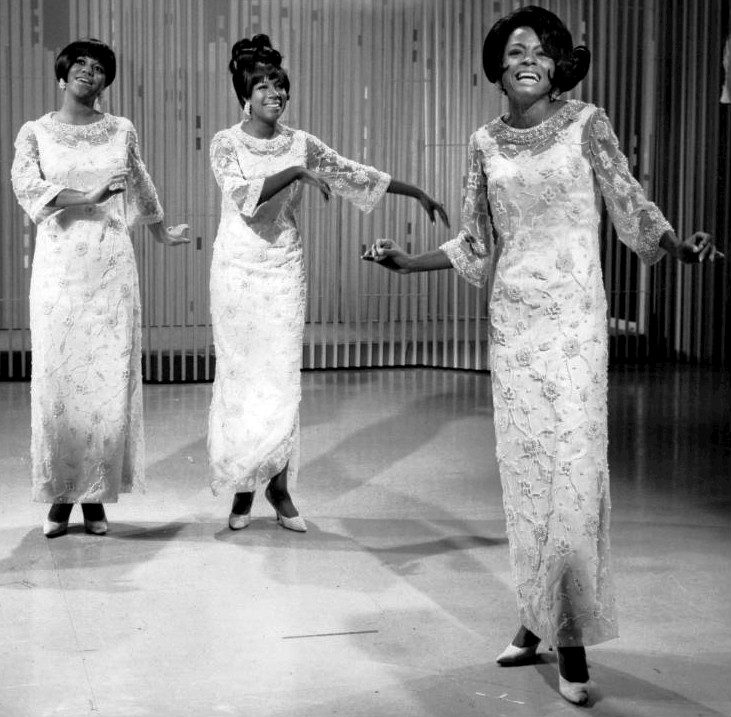
The Supremes

En 1970  Supremes y The Four Tops lanzaron su versión producida por Nickolas Ashford and Valerie Simpson, en un sencillo en el que se juntaban dos grupos de la Motown. En Estados Unidos alcanzó el puesto 7 en la lista de soul y el 14 en la Billboard Hot 100 en 1971, consiguiendo el mejor puesto de la canción en los Estados Unidos hasta la fecha.
En 1969 Pat Williams & His Band lanzó con CBS Records  su versión en un sencillo.
En 1970 The Shadows lanzaron con Columbia su versión.
En 1973 Ellie Greenwich, coautora de la canción, lanzó con MGM Records  su versión en el álbum Let It Be Written, Let It Be Sung.
En 1973 Clambake lanzó con Golden  su versión en un sencillo.

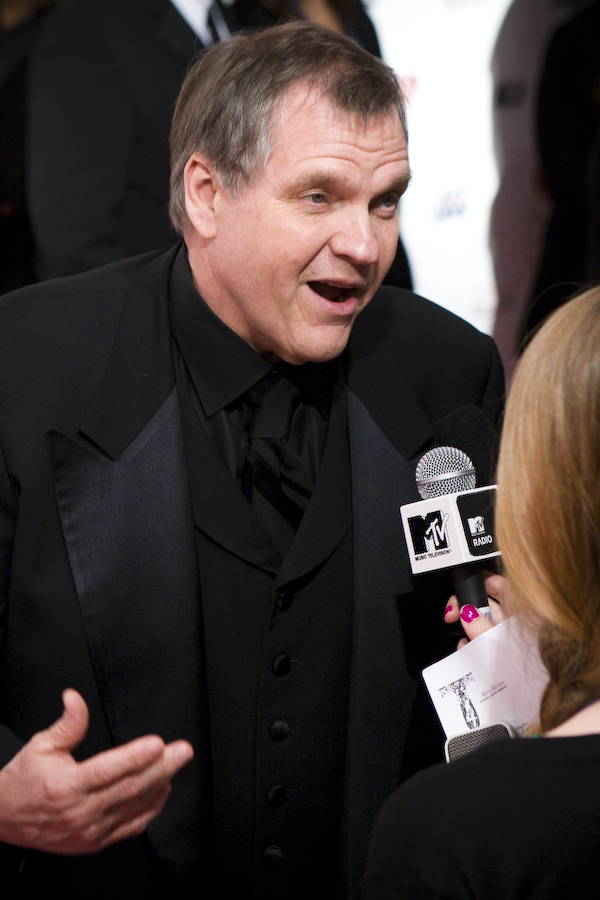
Meat Loaf.

Meat Loaf lanzó versiones en los álbumes Live At The "Bottom Line" In N.Y.C.  (1977), Live From The El Mocambo January 18, 1978 (1978), Hot as Hell (1992),  In Front Of Hell (1994),  Live In Concert (Ultra Rare Trax) (1996),  Meat Loaf Captures The World  y The Hell On The Hill.
En 1975 Rosetta Hightower lanzó con Badger  su versión en un sencillo.
En 1975 y 1976 Lois Lane lanzó con Buk Records  su versión en un sencillo.
En 1983 Fury lanzó con Anchor Records  su versión en un sencillo.
En 1984 Precious Wilson lanzó con Hansa  su versión en un sencillo.

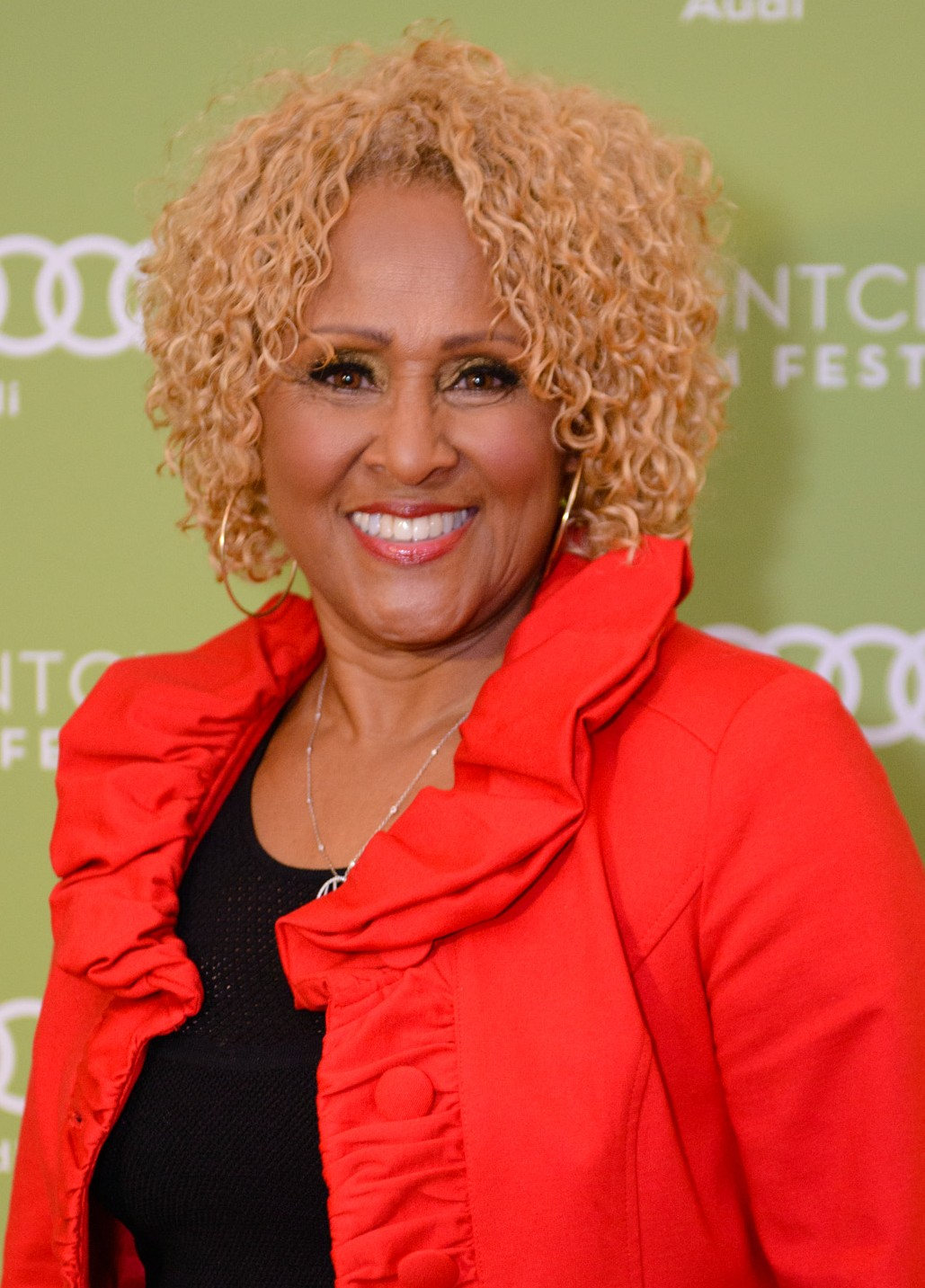
Darlene Love en 2013

En 1985 Darlene Love lanzó  su versión en el disco Leader of the Pack que recopilaba canciones del musical de Broadway Leader of the Pack y en 2004 en el álbum  What's Love? A Tribute To Tina Turner.
En 1985 Leader of the Pack lanzó con Elektra  su versión en un sencillo.
The Saints lanzaron versiones en sus álbumes Prehistoric Sounds (1987),  The Most Primitive Band In The World (Live From The Twilight Zone, Brisbane 1974) (1995), This Perfect Day (2005),  Eternally Yours (2007) y Live At Pig City Brisbane 2007 (2009).
En 1987 Terraplane lanzó con CBS Records  su versión en un sencillo.
En 1988, Erasure grabó una versión de este tema, que incluyó en su sencillo Ship of Fools y posteriormente, como bonus track, en versiones tardías del álbum The Innocents.
En 1988 Anita Meyer lanzó con Ariola su versión en el álbum The Ahoy Concert.
En 1989 Jennie Darren & Second City Sound lanzó con Major Minor  su versión en un sencillo.
Neil Diamond cantó en 1993 su versión en el álbum Up on the Roof y en el álbum Live In America - In The Round Tour (1991-1993) de 1994, 
En 1991 Jimmy Barnes lanzó con Mushroom  su versión en el álbum Soul Deep.
En 1992 Annie Lennox lanzó con BMG Records  su versión grabada en directo para MTV Unplugged en 1992, contenida en el álbum Walking On Broken Glass.
En 1992 Cyndi Lauper y Tom Jones cantaron una versión para un programa de televisión en el Reino Unido.

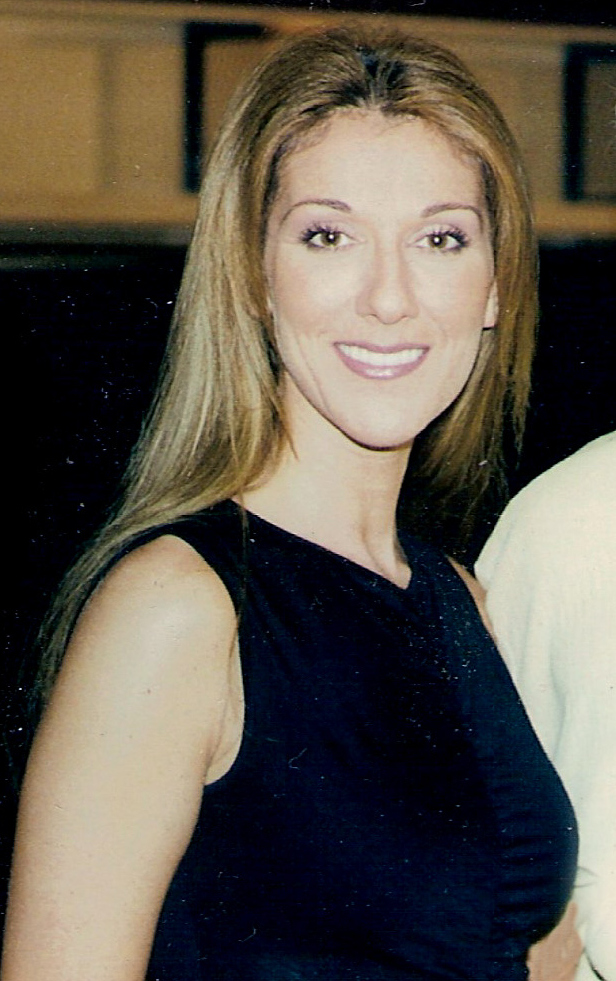
Celine Dion

Céline Dion la versionó en varios conciertos y la incluyó en su álbum en directo Live à Paris de 1995. 
En 1996 la incluyó en su álbum de 1996 Falling Into You.
Otras actuaciones en vivo fueron incluidas en sus CD/DVD  VH1 Divas Live, Taking Chances World Tour: The Concert, Céline une seule fois / Live 2013, Live in Las Vegas: A New Day....
También cantó una versión de estudio incluida en su compilación de 2008 My Love: Essential Collection.

La serie musical Glee realizó una versión.

En 1999 The Flamin' Groovies lanzó con Munster Records  su versión en el álbum  Sixteen Tunes - The Goldstar Tapes + More.
En 2000 Kelly Marie lanzó con Academy Street Records  su versión en un sencillo.
En 2007 Human Nature lanzó con BMG Australia  su versión en el álbum  Get Ready'. 
En 2010 el musical Glee realizó una versión en el episodio 4 de la segunda temporada en el que Mercedes Jones (Amber Riley) y Santana López (Naya Rivera) cantan en un dúo.
La canción apareció en los álbumes Glee: The Music, Volume 4, Glee: The Music, The Complete Season Two, Glee: The 3D Concert Movie Motion Picture Soundtrack.
En abril de 2011 Pia Toscano la interpretó en el concurso American Idol.
En 2014 Sisaundra Lewis la interpretó en el concurso The Voice.
Conchita Wurst la cantó en 2015.
En 2015 The Overtones lanzó con Warner Bros Records  su versión en el álbum Sweet Soul Music.
Algunos cantantes como Eric Burdon o Celine Dion cambian una línea de la canción como homenaje a Tina Turner:

‘And I love you baby like a robin likes to sing‘
‘Y te quiero como a un zorzal petirrojo le gusta cantar.’

por

‘And I love you baby just like Tina loves to sing‘
‘Y te quiero como Tina ama cantar.’

## Valoraciones
La lista de la revista Rolling Stone de las 500 mejores canciones de todos los tiempos fue diseñada por 172 críticos, músicos y expertos de la industria discográfica. Apareció publicada el 9 de diciembre de 2004 en el número 963 de la revista Rolling Stone. La lista colocó a la canción en el puesto 33.
George Harrison de The Beatles dijo de la canción que:

‘a perfect record from start to finish. You couldn't improve on it.‘
‘era perfecta de principio a fin. No se podía mejorar.’

En 1969 en una entrevista con la revista Rolling Stone Phil Spector dijo:

‘I think when it came out, it was just like my farewell, I was just sayin' goodbye, and I just wanted to go crazy for four minutes on wax.‘
‘Creo que cuando salió fue como mi adiós. Es como si estuviera diciendo adiós y sólo quisiera hacer una locura en cera durante 4 minutos.’